# 新加坡国庆庆典
新加坡国庆庆典）是新加坡为庆祝国庆节而举行的一年一度的仪式活动。这项活动是为了纪念新加坡独立而在8月9日新加坡国庆日期间所举行的游行，通常在新加坡前国家体育场或者政府大厦大草场举办。在2007年以后，新加坡国庆庆典会一直在滨海湾浮动舞台举办，直到新加坡体育城在2014年完工为止。

## 历史
新加坡于1966年，也就是在1965年8月9日自马来西亚独立以后一年之后第一次举行国庆庆典。
第一届新加坡国庆庆典在当天早晨9点开始。但是人们从早上7点开始便来到现场抢占有利位置。新加坡的首任总统尤索夫·伊萨（Encik Yusof Bin Ishak）和第一任总理李光耀，同其他政府公务员坐在市政厅对面的看台上。
在这些年里，新加坡国庆庆典是这个国家最大型的庆祝活动。而每次庆典最让人印象深刻的，就是把活动推向高潮的焰火表演。天空一下子被多种色彩照亮，象征着新加坡人的多元种族和多元文化和谐共处。在这个特别的时刻，新加坡人会穿着具有“爱国色”的衣服：新加坡国旗上的白色和红色。
新加坡国庆庆典在民众中间迅速流行并且受到欢迎，因为它能激起人们的热情。民众通常会抢购门票，人们会在门票开始发售前几个小时就在售票亭排队。在1998年，人们甚至提前了36个小时就在售票亭前排起了长队。
为了解决国庆庆典上人员过于拥挤的问题，并且避免由此造成的混乱，新加坡政府从2003年开始启用了网上选号制度。新加坡公民可以留下他们的电子邮件地址或者手机号码，系统会在其中随机选取参加庆典的民众。
从2003年实行这项制度之后，总共有大约50,000新加坡公民到现场观看了国庆庆典。
因为2020年COVID-19疫情，庆典活动将缩小规模、并在各地的小场地举办。这也是近年第一次不在滨海湾浮动舞台举办。

## 场馆和主题
举办庆典的地点通常是具有历史意义的政府大厦大草场（Padang），新加坡第一任总理李光耀当时是在那里宣布了新加坡的独立。自1966年的第一届庆典，一直到1975年，庆典的举办地点都是位于这个中心区，意图使巡游更接近人民。庆典在1976年第一次在新落成的国家体育场举行，以便能尽可能地允许更多的人民或游客在现场观看庆典。
虽然国家体育场设有60,000个座位，但仍一票难求。因此，国防部曾试图在多个分会场举办庆典以让更多的新加坡人民得以参与。从1975年至1983年，庆典在大草场和国家体育场各举办一次大型活动，并在其他地点举行小型的庆祝活动。1984年起，庆典每三年在大草场举办一次，之后的两年均在国家体育场举行。这个三年一次的循环直到1994年才结束。
1995年起，政府决定每五年在大草场举办一次庆典。虽然大草场对新加坡具有重大历史意义，但它面临着巨大的后勤保障的压力，它所能容纳的观众亦少之又少。在大草场举行庆典和彩排通常需要对周边的道路进行交通管制，部分观众也需要在周围的空地上站着观礼。
2023年，由于滨海湾浮动舞台改建的原因，国庆庆典再次在政府大厦大草场举办。

## 庆典程序

### 游行和仪式

#### 阅兵
阅兵总指挥，指挥游行队伍准备的Marchpast，然后游行的阅兵场。在2009年的国庆庆典中，有是一个城市Marchpast，其中的队伍沿着中央商务区，与3月份的结局在F1坑大楼。在2010年的国庆庆典，市Marchpast将回来了，这一次的滨海湾（Marina Bay）地区的场地，与滨海巴东的最后一站的征途上过去。2011年看到了恢复的大游行的队伍SAF，SPF和新加坡民防部队（现在叫前进）通过了看台时刻，那年的青少年制服团体和平民队伍参加游行，以不同的方式所有的人都团聚为市Marchpast后。 2012年将看到前进的青少年制服团体，而军用和民用的配套队伍将游行以不同的方式，所有的人都加入完成后，滨海湾金沙的的GOH队伍营市Marchpast。
参加阅兵团体分为多个部份，仪仗分队,团旗方队和支援分队。仪仗分队均为新加坡武装部队成员，陆军的第一特种队，海军的蛙潜队，空军部队和警察特别队。全员就仪式制服或曰上装皆为白色的一号制服。紧为其后的是团旗方队，共三十二面各式旗帜代表三军和警察的各个单位。支援分队包括三军和警察部队的新进国民服役队伍，中下学的各类童军队伍，及民间企业社团部分队。最后是武装部队和警察部队的联合军乐队。
所有阅兵队伍（除仪仗分队团旗方队）先由检阅总军士长命令，依次列队进场入至检阅地点整结待命。然后检阅总军士长将指挥权交予检阅总司令官（传统上检阅总军士长和检阅总司令官都来自陆军，检阅总军士长为上尉或以上，检阅总司令官为中校或以上）。
<阅兵口令参考>
Baris! Sedi......ah! （全体！立......正！）
Baris, rusuk, senja.....ta! （全体注意，武器肩扛！）
Baris! Senang Di......ri! （全体！稍.....息！）
Rusuk, Senja.......ta! （Senjata = 武器／旗 Rusuk = 放在肩上）
Turun, Senja......ta!（Turun, 放下来，武器）
Julang, Senja.....ta! （Julang，举起来，旗／枪）
检阅总司令官接过指挥权后，紧接着命令团旗方队和仪仗分队依次进场。待全体队伍都进入检阅地点整结后，检阅总司令官命令全体阅兵团体敬礼，欢迎总理入场，检阅总司令向总理行礼后，,总理点头致谢后再由三军总长陪往席位就坐。
<阅兵口令参考>
Kawalan kerhormatan, hormat kepada panji-panji, hormat senjata!　（仪仗分队团旗方队，　升旗／枪）
Baris! Senang Di......ri! （全体！ 稍.....息！）
Rusuk, Senja.......ta! （Senjata = 武器 Rusuk = 武器放在肩上）
Turun, Senja......ta!（Turun, 放下来，武器）
Julang, Senja.....ta! （Julang，举起来，旗／枪）
Hormat, Senja.....ta! （Hormat，敬礼）
Baris, Hormat Perdana Menteri, Hormat, Senja......ta! （全体注意，向总理敬礼。敬.......礼！）
Baris, rusuk, senja.....ta! （全体注意，武器肩扛！）
稍后数刻后，检阅总司令官再次命令全体阅兵团体，并全场参礼观众起立敬礼，乐队奏曲，欢迎总统入场。总统进入后，检阅总司令官先行礼仪，三军总长再陪总统立检阅台。随后《前进吧新加坡》国歌高奏，场内全员高歌气氛高昂，场外武装部队空军先有直升机护送巨型星月红白国旗绕场，后继先进战机轰鸣腾空拉出礼花致礼。
<阅兵口令参考>
Baris, Hormat President, Hormat, Senja.....ta! （全体注意，向总统敬礼。敬......礼！）
Baris, rusuk, senja.....ta! （全体注意，武器肩扛！）
国歌仪式一结束后，检阅总司令官敬礼请示总统检阅阅兵队伍。总统点头致意后，随即在三军总长陪同走下检阅台，前往仪仗分队检阅。来至队伍后，仪仗分队的指挥分队长先行敬礼，再领队在前检阅。总统会随意在各个分队处停下，轻声问候前排的仪仗士兵。场外武装部队礼炮团全程致礼为二十一式礼炮。
检阅至仪仗分队结束，仪仗分队指挥分队长再次行敬礼告别，总统点头谢意。随即在三军总长和检阅总司令官的陪同下,登上前端的阅礼车，前行向其他的阅兵团体暨参礼观众欢呼致意。乐队高奏乐曲，群众欢呼，气氛高昂。饶行回至检阅台后再次登上检阅台，检阅总司令官敬礼后指挥仪仗分队全体举枪，三行致枪礼。
<阅兵口令参考>
Akan tembak feiu de joie, isikan peluru.　
Hormat. （敬......礼！）
Tembak. （鸣枪！）
最后检阅总司令官请示总统阅兵仪式完毕，总统点头致意。检阅总司令官指挥阅兵团体依次列队就位，然后领队前行，正步从检阅主办台后绕场列出。
阅兵正式结束。

#### 空中分列式
自从1970年，新加坡共和国空军的空中表演一直都是国庆庆典的重中之重。2023年恰逢新加坡空军成立55周年，庆典现场进行了空军飞行表演与跳伞表演。

### 花车游行
阅兵部队离开后，现场会进行花车游行。每年国庆庆典的游行主题都不同。2023年的游行是以全面防卫为主题，展示了六辆花车，象征着全面防卫的六个方面，并展示了警车、救护车等装备。

### 演出
天色变黑后，整个庆典的演出环节便将开始，展示新加坡不同种族之间的和谐相处，以及齐心协力共创明天的主题。这一环节的最后通常会伴有烟花表演。

### 演出结束后
演出环节结束后，在司仪引导下，全场观众将起立，齐诵新加坡国家信约，并再一次高唱国歌，将庆典氛围推向最高潮。国歌进入高潮时现场将再次点燃绚丽的焰火。

## 国庆庆典歌曲
- 1986年 - 曹思平（英语：Clement Chow (Singapore)） 《Count On Me Singapore》
- 1987年 - 《We are Singapore》
- 1988年 - 《We are Singapore》
- 1990年 -  《One People, One Nation, One Singapore》
- 1998年 - 陈洁仪 《家》（华语版）/ 《Home》（英语版）
- 1999年 - 陈毓芸     & 梦飞船     《心连心》（华语版）/ 《Together》（英语版）
- 2000年 - 许美静     《星月》（华语版）/ Mavis Hee（许美静）& Jai Wahab 《Shine On Me》（英语版）
- 2001年 - 蔡健雅     《属于》 华语版）/ 《Where     I Belong》（英语版）
- 2002年 - 孙燕姿     《We Will Get There》     / 《一起走到》 （英语版）
- 2003年 - 孙燕姿     《One United People》     / 《全心全意》 （英语版）
- 2004年 - 陈洁仪     & 林俊杰《家》（华语版）/ 《Home》（英语版）
- 2005年 - 瑞恩《勇敢向前飞》（华语版）/ Rui En（瑞恩）feat Taufik Batisah《Reach Out For The Skies》（英语版）
- 2006年 - 龚诗嘉     《幸福的图形》（华语版）/ 《My     Island Home》（英语版）
- 2007年 - 陈洁仪     《There's No Place I'd Rather Be》（英语版）
- 2008年 - 蔡淳佳     《晴空万里》（华语版）/ Hady Mirza 《Shine     for Singapore》（英语版）
- 2009年 - 陈伟联     《就在这里》（华语版）/ Electrico 《What     Do You See》（英语版）
- 2010年 - 符美芸     《The Song For Singapore》（英语版）
- 2011年 - 西尔维亚     《In A Hearbeat》（英语版）
- 2012年 - 王俪婷     & 陈慧怡 (Natanya Tan) 《Love At First Sight》（英语版）
- 2015年 - 林俊杰     《Our Singapore》 （英语版）
- 2016年 - 《Tomorrow's Here     Today》（英语版）
- 2017年 - Jay Lim     《Because     It's Singapore》（英语版）
- 2018年 - 《We Are Singapore》（英语版）
- 2019年 - 《Our Singapore》（英语版）
- 2020年 - 向洋 《Everything I Am》（英语版）
- 2021年 -  《The Road Ahead》（英语版）
- 2022年 -  《Stronger Together》（英语版）
- 2023年 -  《Shine Your Light》
- 2024年 -  Benjamin Kheng《Not Alone》
- 2025年 - Charlie Lim 《Here We Are》 (英语版）

## 国庆庆典礼包
每年出席国庆庆典的现场观众还可以领取一份“国庆礼包”。大礼包防水、轻巧，每年的设计都不一样，唯一不变的是礼包内总是装满了各种实用物品，如干粮小吃、饮料、印花大手帕、荧光棒等。2020年受新冠肺炎疫情影响，庆典礼包改为每家每户派发。